# 被覆アーク溶接

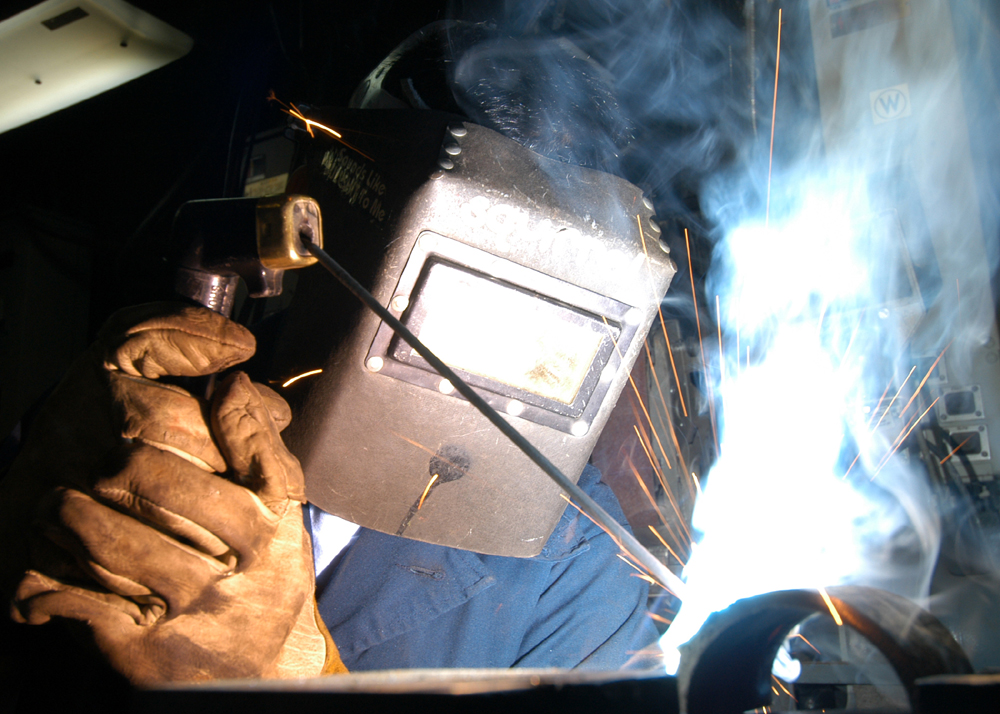
被覆アーク溶接の作業

被覆アーク溶接

被覆アーク溶接（ひふくアークようせつ、英語: Shielded metal arc welding）とは、溶接の一種。作業がすべて手作業で行われることから、手棒溶接、手溶接と呼ばれることがある。

## 概要
金属の棒（心線）に被覆と呼ばれるフラックスや保護材などを巻いた溶接棒を電極として、
母材との間にアークを発生させる。アークの出す高温で母材が溶けて金属の溶融池ができ、さらに溶けた溶接棒が溶滴となって母材と融合する。
このとき、溶接棒のフラックスは高温のアークによって分解され、ガスとなってアークと溶融池を大気（酸素）から保護し、アークを安定化させている。また、溶融したフラックスはスラグとなって溶接箇所を覆い、溶接金属をスパッタや大気から保護する役割もある。さらには溶接金属の清浄作用もあり、母材表面に付着する不純物（酸化物）を取り除くことができる。
比較的簡易な装置で溶接できるため、あらゆる産業分野で広く使用されている。日本では構造や保守が簡易であることから、主に交流垂下特性電源の溶接機が使用されているが、直流やインバーター制御、発動発電機式・鉛蓄電池式の溶接機もある。また、風に強いため、屋外で使う溶接と言えば被覆アーク溶接のことと考えてよい。

## 被覆剤
水中で使うことの出来る溶接棒や、湿気に強い溶接棒も開発されているが、基本的には被覆アーク溶接に用いる溶接棒の被覆剤（フラックス）は湿気に弱い。
フラックスが湿気を含むと、以下の不具合が発生しやすくなる。
- アークが不安定になる。
- ブローホール（気泡が溶接金属内部にはいってしまう現象）が発生しやすくなる。
- 溶接金属に水素を含んでしまう。(水素脆性によって割れやすくなる)低水素系は低水素の特性が失われる。

従って、溶接棒は乾燥した貯蔵庫に保管し、使用前に70～100℃で30～60分(低水素系溶接棒は300～400℃で30～60分)乾燥を行ってから使用するのが望ましい。また、低水素系溶接棒は乾燥後直ちに使用しない場合は100～150℃の温度に保たれる保管容器に入れて、適宜取り出して使用するのが望ましい。更に、取り出した後の大気放置時間も制限があり、通常2～4時間である。この制限時間を超えた場合は再乾燥が必要となる。